# Tiro nos Jogos Olímpicos de Verão de 1896 - Pistola livre
A Pistola livre masculina foi um dos cinco eventos do tiro esportivo nos Jogos Olímpicos de Verão de 1896. Seis atiradores se inscreveram, mas John Paine foi impedido de participar, deixando seu irmão, Sumner, vencer a prova. Três nações foram representadas pelos cinco atletas. Cada atirador teve cinco conjuntos de seis tiros a uma distância de 30m.

## Resultados
| Pos. | Atirador                | Escore       | Alvos atingidos | 1            | 2            | 3            | 4            | 5            |
| ---- | ----------------------- | ------------ | --------------- | ------------ | ------------ | ------------ | ------------ | ------------ |
| 1    | USA Sumner Paine        | 442          | 24              | 76           | 64           | 80           | 120          | 102          |
| 2    | DEN Holger Nielsen      | 285          | Desconhecido    | 12           | 85           | 62           | 24           | 100          |
| 3    | GRE Ioannis Frangoudis  | Desconhecido | Desconhecido    | Desconhecido | Desconhecido | Desconhecido | Desconhecido | Desconhecido |
| 4    | GRE Leonidas Morakis    | Desconhecido | Desconhecido    | Desconhecido | Desconhecido | Desconhecido | Desconhecido | Desconhecido |
| 5    | GRE Georgios Orphanidis | Desconhecido | Desconhecido    | Desconhecido | Desconhecido | Desconhecido | Desconhecido | Desconhecido |